# Озеро живых мертвецов
Озеро живых мертвецов (фр. Le lac des morts vivants) — французско-испанский низкобюджетный эротический фильм ужасов 1981 года режиссёра Жана Роллена. Картина изобилует всевозможными ляпами и неточностями, среди которых можно встретить, например, отваливающийся грим зомби и отражающегося в зеркале оператора.

## Сюжет
В период Второй Мировой войны партизаны расстреливают отряд фашистов и сбрасывают их тела в близлежащее озеро. Спустя много лет озеро обросло легендами и местные жители всячески пытаются его сторониться. Однажды несколько молодых девушек, пренебрегая историями и легендами, пошли купаться на это озеро, где стали жертвами оживших через годы нацистов, превратившихся в зомби. В дальнейшем нацисты-зомби перебрались в близлежащее поселение, где начали атаковать местных жителей.

## В ролях
- Ховард Вернон — мэр города
- Пьер-Мари Эскурру — немецкий солдат
- Анушка — Елена
- Антонио Маянс — Моране
- Надин Паскаль — мать Елены
- Юрий Родионов — Чанак
- Берт Альтман
- Гилда Арансио  — блондинка-пловчиха
- Марсия Шариф — Катя, репортёр
- Ивонн Дани — опекун Елены
- Жан Рене Блю
- Жан Роллен — инспектор Шпиц

## Съёмочная группа
- Режиссёры: Жан Роллен, Джулиан Де Ласерна
- Продюсеры: Мариус Лесер, Дэниэл Уайт, Шон Уорнер, Дэниэл Лесер
- Сценаристы: Джулиан Эстебан, Хесус Франко
- Оператор: Макс Монтелье
- Композитор: Дэниэл Уайт

## Режиссёр
Некоторое время вокруг личности режиссёра ходили различного рода слухи. Некоторые считали таковым Хесуса Франко, который действительно должен был быть режиссёром фильма, однако за день до начала намеченных съёмок никто из продюсеров не мог его найти. По другой версией под псевдонимом J.A. Laser, который указан в титрах фильма, скрывались продюсеры Мариус и Дэниэл Лесер из киностудии Eurocine. По признанию же самого Дэниэла Лесера фильм был снят испанским режиссёром Хуаном де Лацерной совместно с французом Жаном Ролленом.